# Listă de companii miniere din România
Aceasta este o 'listă de companii miniere din România:
- Compania Națională a Huilei Petroșani (CNH)
- Societatea Națională a Lignitului Oltenia Târgu-Jiu (SNLO)
- Societatea Națională a Cărbunelui Ploiești
- Compania Națională a Uraniului
- Conversmin
- Cuprumin Abrud
- Roșia Montană Gold Corporation
- MinBucovina Vatra Dornei
- Minvest Deva
- Moldomin Moldova Nouă
- Remin Baia Mare
- Salrom

- Deva Gold [1][2][3]
- Goldfields Deva [4]

- Miniera Banat Anina [5]
- Băița Ștei
- Geomold Câmpulung Moldovenesc [6]
- Dobromin Constanța [7]
- Minprest Serv Rovinar
- Cuarț Baia Mare - www.cuart-grup.ro - minerit, prospecțiuni
- Geolex Miercurea Ciuc - geolex.home.ro Arhivat în 17 mai 2013, la Wayback Machine.
- Transgex Oradea -  - foraje, exploatare apă geotermală
- Transgold Baia Mare (fostă Aurul) -
- Închiderea-Conservarea Minelor (ICM) Târgu Jiu - [nefuncțională]
- Rosiamin Rosia Montana[8]
- Exploatarea Minieră Abrud (Roșia Poieni) [9][10]
- Arieșmin (Baia de Arieș)[11][12] - parte din Minvest Deva[13]